# Ginchō wataridori
Ginchō wataridori (Originaltitel: 銀蝶渡り鳥) ist ein japanischer Film aus dem Jahre 1972. Regie führte Kazuhiko Yamaguchi.

## Inhalt
Die Bōsōzoku-Anführerin Nami bringt einen Yakuza um und muss dafür ins Gefängnis. Nach drei Jahren wird sie aus dem Gefängnis entlassen und lebt bei ihrem Onkel. Sie arbeitet fortan als Hostess in der Ginza. Dort gerät sie mit dem Yakuza Owada in Konflikt, den sie tötet und wofür sie wieder eingesperrt wird.